# NHL 2013/2014
NHL 2013/2014 byla 96. sezónou severoamerické ligy NHL. Soutěž byla nově rozdělena do čtyř divizí místo dosavadních šesti, přičemž Detroit Red Wings a Columbus Blue Jackets byly po letech působení v Západní konferenci přeřazen do pro něj geograficky bližší Východní konference a Winnipeg Jets do Západní konference. Základní část začala 1. října a skončila 13. dubna 2014. Play off o Stanley Cup začalo 16. dubna a skončilo 13. června 2014. Kvůli olympijským hrám byla soutěž přerušena od 9. do 25. února 2014. Vítězství obhajuje tým Chicago Blackhawks.

## Češi a Slováci v NHL
| Tým                   | Soupisky              | Hráči z Česka                                               | Hráči ze Slovenska                |
| Anaheim Ducks         | Zde                   |                                                             |                                   |
| Boston Bruins         | Zde                   | David Krejčí                                                | Zdeno Chára, Andrej Meszároš      |
| Buffalo Sabres        | Zde                   | Rostislav Klesla, Michal Neuvirth                           |                                   |
| Calgary Flames        | Zde                   | Jiří Hudler, Ladislav Šmíd                                  |                                   |
| Carolina Hurricanes   | Zde                   | Jiří Tlustý, Radek Dvořák, Michal Jordán                    | Andrej Sekera                     |
| Chicago Blackhawks    | Zde                   | Michal Rozsíval                                             | Marián Hossa, Michal Handzuš      |
| Colorado Avalanche    | Zde                   | Jan Hejda                                                   |                                   |
| Columbus Blue Jackets | Zde                   |                                                             |                                   |
| Dallas Stars          | Zde                   |                                                             |                                   |
| Detroit Red Wings     | Zde                   | Jakub Kindl, Petr Mrázek                                    | Tomáš Tatar, Tomáš Jurčo          |
| Edmonton Oilers       | Zde                   | Roman Horák                                                 | Martin Marinčin                   |
| Florida Panthers      | Zde                   | Tomáš Fleischmann                                           | Tomáš Kopecký                     |
| Los Angeles Kings     | Zde                   |                                                             | Marián Gáborík                    |
| Minnesota Wild        | Zde                   |                                                             |                                   |
| Montreal Canadiens    | Zde                   | Tomáš Plekanec                                              | Peter Budaj                       |
| Nashville Predators   | Zde                   | Marek Mazanec                                               |                                   |
| New Jersey Devils     | Zde[nedostupný zdroj] | Patrik Eliáš, Marek Židlický, Jaromír Jágr, Rostislav Olesz |                                   |
| New York Islanders    | Zde                   | Radek Martínek                                              | Ľubomír Višňovský, Jaroslav Halák |
| New York Rangers      | Zde                   |                                                             |                                   |
| Ottawa Senators       | Zde                   | Milan Michálek, Aleš Hemský                                 |                                   |
| Philadelphia Flyers   | Zde                   | Jakub Voráček                                               |                                   |
| Phoenix Coyotes       | Zde                   | Radim Vrbata, Martin Hanzal, Zbyněk Michálek, Martin Erat   |                                   |
| Pittsburgh Penguins   | Zde                   | Tomáš Vokoun                                                |                                   |
| San Jose Sharks       | Zde                   | Martin Havlát, Tomáš Hertl                                  |                                   |
| St. Louis Blues       | Zde                   | Vladimír Sobotka, Roman Polák, Dmitrij Jaškin               |                                   |
| Tampa Bay Lightning   | Zde                   | Radko Gudas, Andrej Šustr, Ondřej Palát                     | Richard Pánik                     |
| Toronto Maple Leafs   | Zde                   |                                                             |                                   |
| Vancouver Canucks     | Zde                   |                                                             |                                   |
| Washington Capitals   | Zde                   | Tomáš Kundrátek                                             |                                   |
| Winnipeg Jets         | Zde                   | Ondřej Pavelec, Michael Frolík                              |                                   |

## Základní část
| Vysvětlivky                                                                |
| -------------------------------------------------------------------------- |
| Celkový vítěz základní části (zisk Presidents' Trophy) a postup do playoff |
| Tým skončil na prvním místě v konferenci a postoupil do playoff            |
| Tým skončil na prvním místě v divizi a postoupil do playoff                |
| Postupující do playoff                                                     |
| Postupující do playoff na divokou kartu                                    |
| Týmy vyřazené na divokou kartu                                             |
| Ostatní vyřazené týmy                                                      |

| Východní konference |                            |    |    |    |    |     |     |     |     |
| Atlantická divize   |                            |    |    |    |    |     |     |     |     |
| Poz.                | Tým                        | Z  | V  | P  | PP | ZPV | VG  | IG  | B   |
| 1.                  | Boston Bruins (1.)         | 82 | 54 | 19 | 9  | 51  | 261 | 177 | 117 |
| 2.                  | Tampa Bay Lightning (3.)   | 82 | 46 | 27 | 9  | 38  | 240 | 215 | 101 |
| 3.                  | Montreal Canadiens (4.)    | 82 | 46 | 28 | 8  | 40  | 215 | 204 | 100 |
| 4.                  | Detroit Red Wings (8.)     | 82 | 39 | 28 | 15 | 34  | 222 | 230 | 93  |
| 5.                  | Ottawa Senators (11.)      | 82 | 37 | 31 | 14 | 30  | 236 | 265 | 88  |
| 6.                  | Toronto Maple Leafs (12.)  | 82 | 38 | 36 | 8  | 29  | 231 | 256 | 84  |
| 7.                  | Florida Panthers (15.)     | 82 | 29 | 45 | 8  | 21  | 196 | 268 | 66  |
| 8.                  | Buffalo Sabres (16.)       | 82 | 21 | 51 | 10 | 14  | 157 | 248 | 52  |
| Metropolitní divize |                            |    |    |    |    |     |     |     |     |
| Poz.                | Tým                        | Z  | V  | P  | PP | ZPV | VG  | IG  | B   |
| 1.                  | Pittsburgh Penguins (2.)   | 82 | 51 | 24 | 7  | 44  | 249 | 207 | 109 |
| 2.                  | New York Rangers (5.)      | 82 | 45 | 31 | 6  | 41  | 218 | 193 | 96  |
| 3.                  | Philadelphia Flyers (6.)   | 82 | 42 | 30 | 10 | 39  | 236 | 235 | 94  |
| 4.                  | Columbus Blue Jackets (7.) | 82 | 43 | 32 | 7  | 38  | 231 | 216 | 93  |
| 5.                  | Washington Capitals (9.)   | 82 | 38 | 30 | 14 | 28  | 235 | 240 | 90  |
| 6.                  | New Jersey Devils (10.)    | 82 | 35 | 29 | 18 | 35  | 197 | 208 | 88  |
| 7.                  | Carolina Hurricanes (13.)  | 82 | 36 | 35 | 11 | 34  | 207 | 230 | 83  |
| 8.                  | New York Islanders (14.)   | 82 | 34 | 37 | 11 | 25  | 225 | 267 | 79  |

| Západní konference | Západní konference        | Západní konference | Západní konference | Západní konference | Západní konference | Západní konference | Západní konference | Západní konference | Západní konference |
| ------------------ | ------------------------- | ------------------ | ------------------ | ------------------ | ------------------ | ------------------ | ------------------ | ------------------ | ------------------ |
| Centrální divize   |                           |                    |                    |                    |                    |                    |                    |                    |                    |
| Poz.               | Tým                       | Z                  | V                  | P                  | PP                 | ZPV                | VG                 | IG                 | B                  |
| 1.                 | Colorado Avalanche (2.)   | 82                 | 52                 | 22                 | 8                  | 47                 | 250                | 220                | 112                |
| 2.                 | St. Louis Blues (3.)      | 82                 | 52                 | 23                 | 7                  | 43                 | 248                | 191                | 111                |
| 3.                 | Chicago Blackhawks (5.)   | 82                 | 46                 | 21                 | 15                 | 40                 | 267                | 220                | 107                |
| 4.                 | Minnesota Wild (7.)       | 82                 | 43                 | 27                 | 12                 | 35                 | 207                | 206                | 98                 |
| 5.                 | Dallas Stars (8.)         | 82                 | 40                 | 31                 | 11                 | 36                 | 235                | 228                | 91                 |
| 6.                 | Nashville Predators (10.) | 82                 | 38                 | 32                 | 12                 | 36                 | 216                | 242                | 88                 |
| 7.                 | Winnipeg Jets (11.)       | 82                 | 37                 | 35                 | 10                 | 29                 | 227                | 237                | 84                 |
| Pacifická divize   |                           |                    |                    |                    |                    |                    |                    |                    |                    |
| Poz.               | Tým                       | Z                  | V                  | P                  | PP                 | ZPV                | VG                 | IG                 | B                  |
| 1.                 | Anaheim Ducks (1.)        | 82                 | 54                 | 20                 | 8                  | 51                 | 266                | 209                | 116                |
| 2.                 | San Jose Sharks (4.)      | 82                 | 51                 | 22                 | 9                  | 41                 | 249                | 200                | 111                |
| 3.                 | Los Angeles Kings (6.)    | 82                 | 46                 | 28                 | 8                  | 38                 | 206                | 174                | 100                |
| 4.                 | Phoenix Coyotes (9.)      | 82                 | 37                 | 30                 | 15                 | 31                 | 216                | 231                | 89                 |
| 5.                 | Vancouver Canucks (12.)   | 82                 | 36                 | 35                 | 11                 | 31                 | 196                | 223                | 83                 |
| 6.                 | Calgary Flames (13.)      | 82                 | 35                 | 40                 | 7                  | 28                 | 209                | 241                | 77                 |
| 7.                 | Edmonton Oilers (14.)     | 82                 | 29                 | 44                 | 9                  | 25                 | 203                | 270                | 67                 |

Legenda: V závorkách za týmy je uvedeno pořadí v konferenci (první dvě místa v konferenci automaticky zaujímají vítězové divizí), Z - počet utkání, V - vítězství (v základní hrací době, v prodloužení nebo na sam. nájezdy) = 2 body, P - porážky v základní hrací době = 0 bodů, PP - porážky v prodloužení nebo na samostatné nájezdy = 1 bod, ZPV - počet vítězství v řádné hrací době a v prodloužení, VG - vstřelené góly, IG - inkasované góly, B - body

## Produktivita základní části

### Kanadské bodování
Zde jsou uvedeni hráči, kteří měli nejvíce kanadských bodů po ukončení základní části.
| Hráč             | Tým                 | Z  | G  | A  | B   | +/– | TM | POZ |
| ---------------- | ------------------- | -- | -- | -- | --- | --- | -- | --- |
| Sidney Crosby    | Pittsburgh Penguins | 80 | 36 | 68 | 104 | +18 | 46 | C   |
| Ryan Getzlaf     | Anaheim Ducks       | 77 | 31 | 56 | 87  | +28 | 31 | C   |
| Claude Giroux    | Philadelphia Flyers | 82 | 28 | 58 | 86  | +7  | 46 | C   |
| Tyler Seguin     | Dallas Stars        | 80 | 37 | 47 | 84  | +16 | 18 | C   |
| Corey Perry      | Anaheim Ducks       | 81 | 43 | 39 | 82  | +32 | 65 | PK  |
| Phil Kessel      | Toronto Maple Leafs | 82 | 37 | 43 | 80  | –5  | 27 | PK  |
| Taylor Hall      | Edmonton Oilers     | 75 | 27 | 53 | 80  | –15 | 44 | LK  |
| Alexandr Ovečkin | Washington Capitals | 78 | 51 | 28 | 79  | –35 | 48 | PK  |
| Joe Pavelski     | San Jose Sharks     | 82 | 41 | 38 | 79  | +23 | 32 | C   |
| Jamie Benn       | Dallas Stars        | 81 | 34 | 45 | 79  | +21 | 64 | LK  |

### Nejlepší brankáři
Zde jsou uvedeni brankáři, kteří měli nejlepší průměr obdržených gólů na zápas po ukončení základní části, zatímco odehráli alespoň 1800 minut.
| Hráč              | Tým                  | Z  | Č (min) | V  | P  | PP | OG  | ČK | PÚ   | POG  |
| ----------------- | -------------------- | -- | ------- | -- | -- | -- | --- | -- | ---- | ---- |
| Cory Schneider    | New Jersey Devils    | 45 | 2679:54 | 16 | 15 | 12 | 88  | 3  | 92,1 | 1.97 |
| Tuukka Rask       | Boston Bruins        | 58 | 3386:27 | 36 | 15 | 6  | 115 | 7  | 93,0 | 2.04 |
| Jonathan Quick    | Los Angeles Kings    | 49 | 2904:26 | 27 | 17 | 4  | 100 | 6  | 91,5 | 2.07 |
| Ben Bishop        | Tampa Bay Lightning  | 63 | 3586:21 | 37 | 14 | 7  | 133 | 5  | 92,4 | 2.23 |
| Jaroslav Halák    | St. Louis/Washington | 52 | 2938:35 | 29 | 13 | 7  | 110 | 5  | 92,1 | 2.25 |
| Corey Crawford    | Chicago Blackhawks   | 59 | 3395:01 | 32 | 16 | 10 | 128 | 2  | 91,7 | 2.26 |
| Anton Chudobin    | Carolina Hurricanes  | 36 | 2084:18 | 19 | 14 | 1  | 80  | 1  | 92,6 | 2.30 |
| Carey Price       | Montreal Canadiens   | 59 | 3464:22 | 34 | 20 | 5  | 134 | 6  | 92,7 | 2.32 |
| Henrik Lundqvist  | New York Rangers     | 63 | 3655:19 | 33 | 24 | 5  | 144 | 5  | 92,0 | 2.36 |
| Marc-André Fleury | Pittsburgh Penguins  | 64 | 3792:24 | 39 | 18 | 5  | 150 | 5  | 91,5 | 2.37 |

## Playoff
|  | Čtvrtfinále konference | Čtvrtfinále konference | Čtvrtfinále konference |   |                     | Semifinále konference | Semifinále konference | Semifinále konference |  |    | Finále konference  | Finále konference | Finále konference |  |    | Finále Stanley Cupu | Finále Stanley Cupu | Finále Stanley Cupu |
|  |                        |                        |                        |   |                     |                       |                       |                       |  |    |                    |                   |                   |  |    |                     |                     |                     |
|  | A1                     | Boston Bruins          | 4                      |   |                     |                       |                       |                       |  |    |                    |                   |                   |  |    |                     |                     |                     |
|  | WC                     | Detroit Red Wings      | 1                      |   |                     |                       |                       |                       |  |    |                    |                   |                   |  |    |                     |                     |                     |
|  | WC                     | Detroit Red Wings      | 1                      |   | A1                  | Boston Bruins         | 3                     |                       |  |    |                    |                   |                   |  |    |                     |                     |                     |
|  |                        |                        |                        |   | A1                  | Boston Bruins         | 3                     |                       |  |    |                    |                   |                   |  |    |                     |                     |                     |
|  |                        | A3                     | Montreal Canadiens     | 4 |                     |                       |                       |                       |  |    |                    |                   |                   |  |    |                     |                     |                     |
|  | A2                     | A3                     | Montreal Canadiens     | 4 | Tampa Bay Lightning | 0                     |                       |                       |  |    |                    |                   |                   |  |    |                     |                     |                     |
|  | A2                     |                        |                        |   | Tampa Bay Lightning | 0                     |                       |                       |  |    |                    |                   |                   |  |    |                     |                     |                     |
|  | A3                     | Montreal Canadiens     | 4                      |   |                     |                       |                       |                       |  |    |                    |                   |                   |  |    |                     |                     |                     |
|  | A3                     | Montreal Canadiens     | 4                      |   |                     |                       |                       |                       |  | A3 | Montreal Canadiens | 2                 |                   |  |    |                     |                     |                     |
|  | Východní konference    |                        |                        |   |                     |                       |                       |                       |  | A3 | Montreal Canadiens | 2                 |                   |  |    |                     |                     |                     |
|  |                        | M2                     | New York Rangers       | 4 |                     |                       |                       |                       |  |    |                    |                   |                   |  |    |                     |                     |                     |
|  | M1                     | M2                     | New York Rangers       | 4 | Pittsburgh Penguins | 4                     |                       |                       |  |    |                    |                   |                   |  |    |                     |                     |                     |
|  | M1                     |                        |                        |   | Pittsburgh Penguins | 4                     |                       |                       |  |    |                    |                   |                   |  |    |                     |                     |                     |
|  | WC                     | Columbus Blue Jackets  | 2                      |   |                     |                       |                       |                       |  |    |                    |                   |                   |  |    |                     |                     |                     |
|  | WC                     | Columbus Blue Jackets  | 2                      |   | M1                  | Pittsburgh Penguins   | 3                     |                       |  |    |                    |                   |                   |  |    |                     |                     |                     |
|  |                        |                        |                        |   | M1                  | Pittsburgh Penguins   | 3                     |                       |  |    |                    |                   |                   |  |    |                     |                     |                     |
|  |                        | M2                     | New York Rangers       | 4 |                     |                       |                       |                       |  |    |                    |                   |                   |  |    |                     |                     |                     |
|  | M2                     | M2                     | New York Rangers       | 4 | New York Rangers    | 4                     |                       |                       |  |    |                    |                   |                   |  |    |                     |                     |                     |
|  | M2                     |                        |                        |   | New York Rangers    | 4                     |                       |                       |  |    |                    |                   |                   |  |    |                     |                     |                     |
|  | M3                     | Philadelphia Flyers    | 3                      |   |                     |                       |                       |                       |  |    |                    |                   |                   |  |    |                     |                     |                     |
|  | M3                     | Philadelphia Flyers    | 3                      |   |                     |                       |                       |                       |  |    |                    |                   |                   |  | M2 | New York Rangers    | 1                   |                     |
|  |                        |                        |                        |   |                     |                       |                       |                       |  |    |                    |                   |                   |  | M2 | New York Rangers    | 1                   |                     |
|  |                        | P3                     | Los Angeles Kings      | 4 |                     |                       |                       |                       |  |    |                    |                   |                   |  |    |                     |                     |                     |
|  | C1                     | P3                     | Los Angeles Kings      | 4 | Colorado Avalanche  | 3                     |                       |                       |  |    |                    |                   |                   |  |    |                     |                     |                     |
|  | C1                     |                        |                        |   | Colorado Avalanche  | 3                     |                       |                       |  |    |                    |                   |                   |  |    |                     |                     |                     |
|  | WC                     | Minnesota Wild         | 4                      |   |                     |                       |                       |                       |  |    |                    |                   |                   |  |    |                     |                     |                     |
|  | WC                     | Minnesota Wild         | 4                      |   | WC                  | Minnesota Wild        | 2                     |                       |  |    |                    |                   |                   |  |    |                     |                     |                     |
|  |                        |                        |                        |   | WC                  | Minnesota Wild        | 2                     |                       |  |    |                    |                   |                   |  |    |                     |                     |                     |
|  |                        | C3                     | Chicago Blackhawks     | 4 |                     |                       |                       |                       |  |    |                    |                   |                   |  |    |                     |                     |                     |
|  | C2                     | C3                     | Chicago Blackhawks     | 4 | St. Louis Blues     | 2                     |                       |                       |  |    |                    |                   |                   |  |    |                     |                     |                     |
|  | C2                     |                        |                        |   | St. Louis Blues     | 2                     |                       |                       |  |    |                    |                   |                   |  |    |                     |                     |                     |
|  | C3                     | Chicago Blackhawks     | 4                      |   |                     |                       |                       |                       |  |    |                    |                   |                   |  |    |                     |                     |                     |
|  | C3                     | Chicago Blackhawks     | 4                      |   |                     |                       |                       |                       |  | C3 | Chicago Blackhawks | 3                 |                   |  |    |                     |                     |                     |
|  | Západní konference     |                        |                        |   |                     |                       |                       |                       |  | C3 | Chicago Blackhawks | 3                 |                   |  |    |                     |                     |                     |
|  |                        | P3                     | Los Angeles Kings      | 4 |                     |                       |                       |                       |  |    |                    |                   |                   |  |    |                     |                     |                     |
|  | P1                     | P3                     | Los Angeles Kings      | 4 | Anaheim Ducks       | 4                     |                       |                       |  |    |                    |                   |                   |  |    |                     |                     |                     |
|  | P1                     |                        |                        |   | Anaheim Ducks       | 4                     |                       |                       |  |    |                    |                   |                   |  |    |                     |                     |                     |
|  | WC                     | Dallas Stars           | 2                      |   |                     |                       |                       |                       |  |    |                    |                   |                   |  |    |                     |                     |                     |
|  | WC                     | Dallas Stars           | 2                      |   | P1                  | Anaheim Ducks         | 3                     |                       |  |    |                    |                   |                   |  |    |                     |                     |                     |
|  |                        |                        |                        |   | P1                  | Anaheim Ducks         | 3                     |                       |  |    |                    |                   |                   |  |    |                     |                     |                     |
|  |                        | P3                     | Los Angeles Kings      | 4 |                     |                       |                       |                       |  |    |                    |                   |                   |  |    |                     |                     |                     |
|  | P2                     | P3                     | Los Angeles Kings      | 4 | San Jose Sharks     | 3                     |                       |                       |  |    |                    |                   |                   |  |    |                     |                     |                     |
|  | P2                     |                        |                        |   | San Jose Sharks     | 3                     |                       |                       |  |    |                    |                   |                   |  |    |                     |                     |                     |
|  | P3                     | Los Angeles Kings      | 4                      |   |                     |                       |                       |                       |  |    |                    |                   |                   |  |    |                     |                     |                     |